# Eleição parlamentar no Uzbequistão em 2009–2010
As eleições parlamentares uzbeques de 2009-2010 foram realizadas em dois turnos, o primeiro em 27 de dezembro de 2009 e o segundo em 10 de janeiro de 2010, para eleger os 150 membros da Câmara Legislativa. Destes, 135 foram eleitos diretamente de círculos eleitorais de membros únicos usando o sistema de dois turnos, enquanto 15 foram reservados para o Movimento Ecológico. Conselhos provinciais e distritais foram eleitos ao mesmo tempo. As urnas abriram às 6h (horário de Brasília) e fecharam às 20h (horário de Brasília).
O Partido Liberal Democrático do Uzbequistão (O'zlidep) foi reconfirmado como o maior partido da Câmara Legislativa, com 53 deputados. Os outros partidos autorizados a participar das eleições foram o Partido Democrático Popular do Uzbequistão (XDP, 32 deputados), o Partido do Renascimento Nacional do Uzbequistão (Milliy Tiklanish, 31 deputados) e o Partido Social Democrático da Justiça (Adolat, 19 deputados).
As eleições foram monitoradas por mais de 270 observadores de 36 países e representantes de quatro missões internacionais. O braço de monitoramento eleitoral da Organização para a Segurança e Cooperação na Europa (OSCE) não enviou uma missão completa, dizendo que nenhuma de suas recomendações anteriores havia sido implementada: uma missão de avaliação da OSCE observou votação em vários locais de votação, mas não fez um monitoramento abrangente das votações. Veronica Szente Goldston, diretora de advocacia da Human Rights Watch para a Europa e Ásia Central, disse que a situação pré-eleitoral no Uzbequistão foi marcada por intensa repressão do governo: "Os direitos humanos são violados em todo o país, não há competição política, todos os partidos que estão concorrendo a esta eleição estão apoiando o governo".

## Resultados
| Partido                                      | 1.º turno (Primeiro turno) | 1.º turno (Primeiro turno) | 1.º turno (Primeiro turno) | 2.º turno (Segundo turno) | 2.º turno (Segundo turno) | 2.º turno (Segundo turno) | Total de Assentos | +/–  |
| Partido                                      | Votos                      | %                          | Assentos                   | Votos                     | %                         | Assentos                  | Total de Assentos | +/–  |
| -------------------------------------------- | -------------------------- | -------------------------- | -------------------------- | ------------------------- | ------------------------- | ------------------------- | ----------------- | ---- |
| Partido Liberal Democrático                  |                            |                            | 33                         |                           |                           | 20                        | 53                | +12  |
| Partido Democrático Popular                  |                            |                            | 22                         |                           |                           | 10                        | 32                | +4   |
| Partido Democrático de Renascimento Nacional |                            |                            | 25                         |                           |                           | 6                         | 31                | +20  |
| Partido Social Democrático da Justiça        |                            |                            | 16                         |                           |                           | 3                         | 19                | +9   |
| Partido Ecológico                            |                            |                            |                            |                           |                           |                           | 15                | Novo |
| Total de assentos                            |                            |                            | 96                         |                           |                           | 39                        | 150               | +30  |
|                                              |                            |                            |                            |                           |                           |                           |                   |      |
| Total de votos                               | 15,108,950                 | –                          |                            | 3,960,876                 | –                         |                           |                   |      |
| Eleitores registrados/comparecimento         | 17,215,700                 | 87.76                      | 4,969,547                  | 79.70                     |                           |                           |                   |      |
| Fonte:                                       |                            |                            |                            |                           |                           |                           |                   |      |